# Tyler Faith
Tyler Faith (Boston, Massachusetts; 3 de abril de 1975) es una actriz pornográfica estadounidense. Se identifica a sí misma como bisexual.
Tyler Faith ha sido actriz porno desde 2002, trabajando brevemente para Pleasure Productions y después como artista en plantilla para Jill Kelly Productions donde apareció en más de 250 escenas. Faith is the owner of Team Tyler Productions.
En 2004, un estudiante ganó la oportunidad de llevar a Faith al baile de graduación de su instituto dentro gracias al programa Howard Stern Show. La dirección del Weston High School le prohibió hacerlo aludiendo a que ir con una actriz porno como cita iba en contra de los estatutos del baile de graduación.
Faith fue uno de los copresentadores de The Wanker Show en KSEX. En 2005 fue nombrada Feature Dancer of the Year en los premios Nightmoves.
Faith tuvo una breve relación con el boxeador Vinny Paz. Su primer encuentro fue en 1996 en un local de striptess donde ella bailaba en Las Vegas. La relación se rompió porque Paz salía con otras mujeres.